# Stäkes län

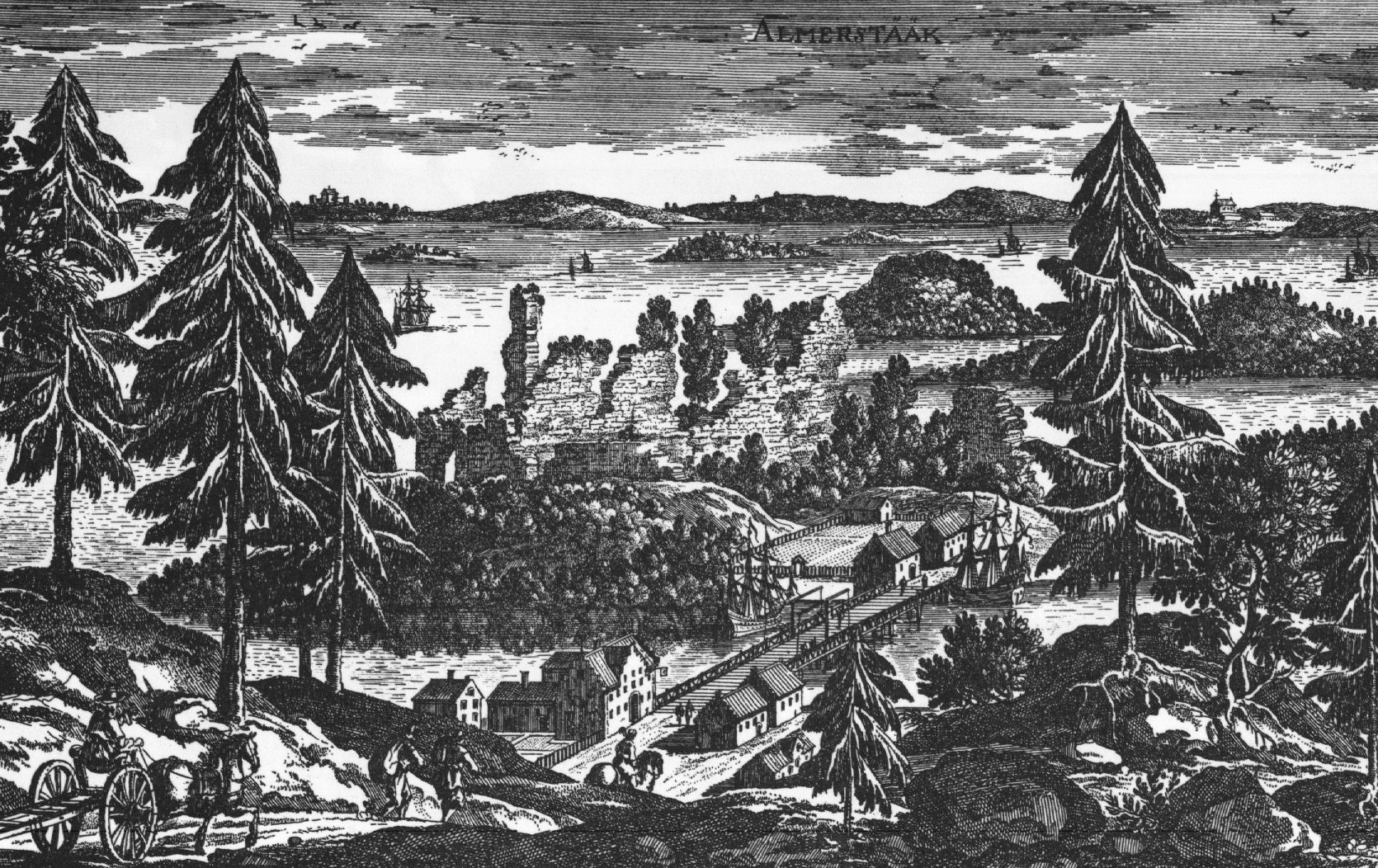
Borgruinen av Almarestäkets borg (detalj), 1690-talet.

Stäkes län (även skrivet Stäks län) var ett slottslän i landskapet Uppland. Det fanns sedan tiden då Sverige ingick i Kalmarunionen på 1300-talet. Länet varade till 1557. Länets administrativa centrum  var Almarestäkets borg.
Länet omfattade ursprungligen Bro härad, Håbo härad och Ärlinghundra härad samt under 1520 och 1530-talen till 1542 Hagunda härad. När Bro härad överfördes till Svartsjö län 1557 blev länsbegreppet meningslöst, då dess administrativa centrum var förstört och inte längre låg inom länets område. Håbo och Ärlinghundra härader fortsatte dock som ett gemensamt fögderi. Dessutom fanns mellan 1553 och 1626 ett separat fögderi för Venngarns gård.
Området ingick efter länsreformen 1634 i Uppsala län (Håbo) och Stockholms län (Ärlinghundra och Bro).